# Halles centrales de Reims
Pour les articles homonymes, voir Halles centrales et Boulingrin.
Les halles centrales, dites halles du Boulingrin, abritent un marché couvert, situé en limite nord du centre-ville de Reims.

## Caractéristiques
Situées près de la porte Mars, les Halles sont situées sur un ilot formé par les rues du Boulingrin, du Temple, de Mars et Olivier-Metra. Sur une base rectangulaire de 49 m par 109 m, les murs de béton d'une épaisseur de 7 cm se rejoignent en leur centre, formant une parabole surplombant les étals à 19,85 mètres de hauteur pour une portée de 38,26 mètres soutenue par un vaste ensemble de murs porteurs extérieurs. Ces murs sont posés sur 274 pieux de béton. L'accès est facilité grâce à deux larges portails - un à chaque extrémité longitudinale - complétés par quatre « portes » latérales portant le nom de rivières environnantes (la Suippe, la Marne, la Vesle et l'Aisne). Les portes sont traitées en ciment poli vert d'eau, le Lap. Les portes sont reliées deux par deux avec une baie vitrée qui coupe ainsi le vaisseau en trois parties. Toutes ces baies sont habillées de panneaux de verre qui diffusent une lumière jaune.
L'organisation intérieure se répartit en une promenade haute desservie par un escalier sur pilotis central, le tiers est surélevé d'un mètre accueillant le marché de gros, la partie ouest avec des cellules en dur pour certains commerçants à demeure et une partie centrale ouverte.
Un an après son ouverture, des fuites sont détectées et, en 1942, des morceaux de béton se détachent de la voûte et nécessitent la pose d'un grillage de protection en 1959. L'expertise de Freyssinet en 1957 conclut à un vieillissement prématuré et une condensation excessive sur l'intrados induit par un manque de ventilation.

## Histoire
Les Halles sont nées à la suite d'un concours d'architecture ouvert en 1922 pour la construction d'un marché de gros et de détail dans le cadre du plan de reconstruction de Georges B. Ford. Elles remplacent l'ancien bâtiment détruit pendant la Première Guerre mondiale qui se trouvait place du Forum. Le 4 mai 1923, le projet de l'architecte Émile Maigrot est retenu par la municipalité, il sera réalisé de 1927 à 1929 par l'entreprise Claude Limousin, désignée en 1926, dont le directeur technique est Eugène Freyssinet, qui met au point un procédé de « coffrage-décoffrage sur cintre glissant » particulièrement adapté à la morphologie du bâtiment. L'ouverture du bâtiment aura lieu le 30 octobre 1929.

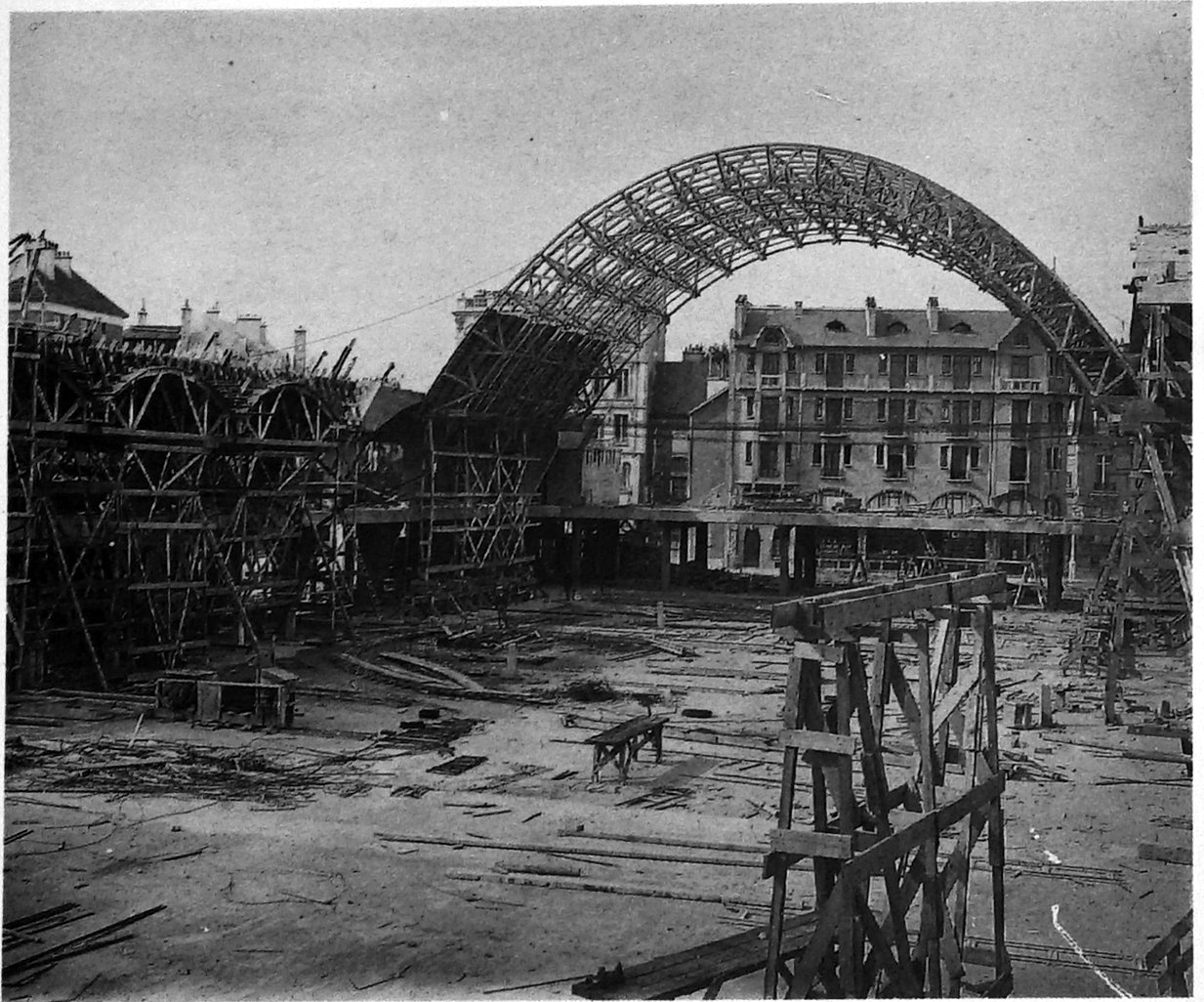
En 1927,
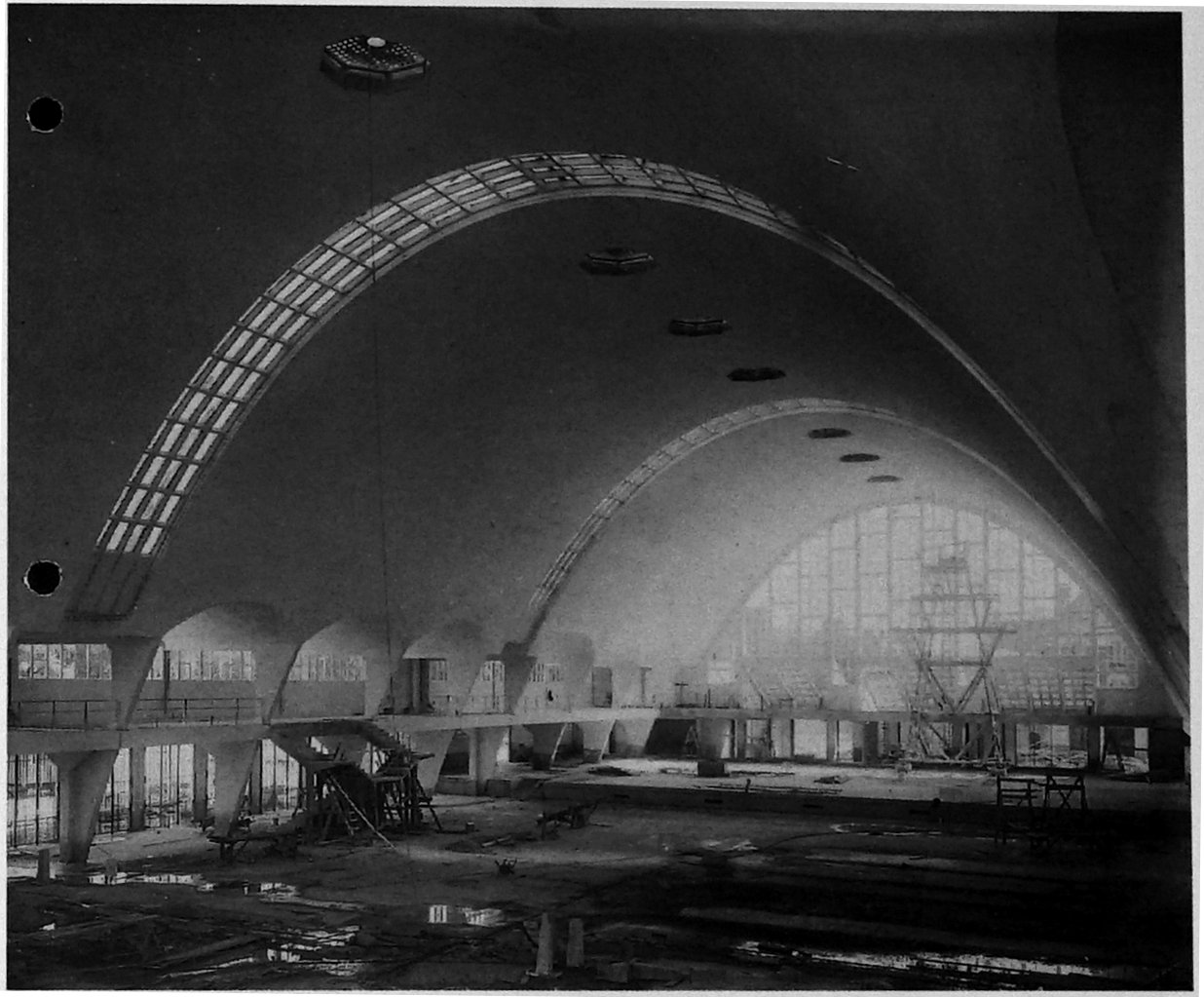
en 1928.

L'édifice, qui résiste à la Seconde Guerre mondiale, est désaffecté en 1988 pour raisons de sécurité et la municipalité envisage alors sa démolition. Sous l'impulsion de Jack Lang, alors ministre de la Culture, les Halles sont classées aux Monuments historiques par décret du 9 janvier 1990 alors qu'une importante mobilisation populaire avait vu le jour.

## Rénovation
Dès 1991, des études sont menées afin de définir la restauration puis le futur de l'ouvrage. Ce dernier, tombé en décrépitude et abandonné à son sort, est ouvert à tous les vents. Certains commencent alors à parler d'une « verrue » en plein cœur de Reims, qu'il aurait mieux valu raser. Plusieurs projets sont constitués, allant de la simple réinstallation du marché hebdomadaire, qui se tient sous une tente sur le parking adjacent, à l'extension du bâtiment sur cette place avec construction d'un parking en ouvrage, afin d'y déplacer le musée des beaux-arts. Après plusieurs effets d'annonce contradictoires, le projet architectural porté par l'architecte en chef des monuments historiques François Chatillon (architecte) a été adopté fin juin 2007 par l'ancienne équipe municipale de Jean-Louis Schneiter et les études lancées en octobre 2007. Fin mai 2008, le nouveau maire Adeline Hazan annonce une ouverture prévue pour le 14 février 2012. Le projet vise à restaurer l'aspect initial du bâtiment tout en le renforçant. Les travaux, d'un cout estimé à 31 millions d'euros (dont 8,3 financés par l'État et 0,3 par la région Champagne-Ardenne), ont débuté en février 2010. 2 150 pavés de verres pour un espace vitré de 900 mètres carrés, des carrelages et aux faïences ils ont été confiés à la société Céramique du Beaujolais, l'entreprise qui les avait fabriqués à l'origine. L'étanchéité a été refaite par l'extérieur tout en respectant l'aspect mat du ciment.
L'inauguration des halles centrales a eu lieu le vendredi 14 septembre 2012, dans le cadre des journées du patrimoine. Le premier marché s'est tenu le vendredi 21 septembre.
La restauration des halles centrales du Boulingrin a reçu le Prix du patrimoine culturel de l'Union européenne 2015 attribué par la Commission européenne et Europa Nostra.

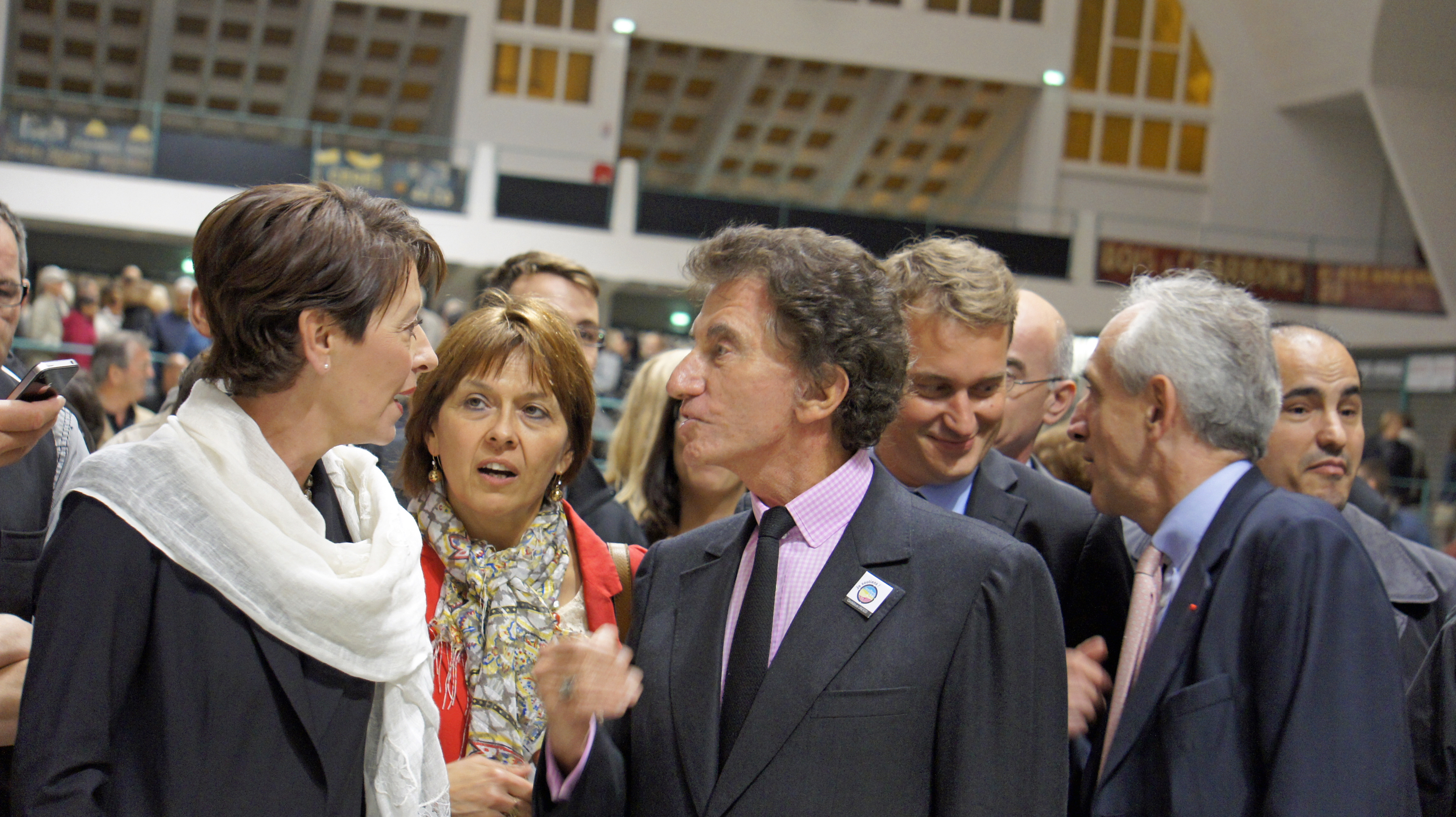
Adeline Hazan, maire et Jack Lang, qui les classa, inaugurent les nouvelles halles.
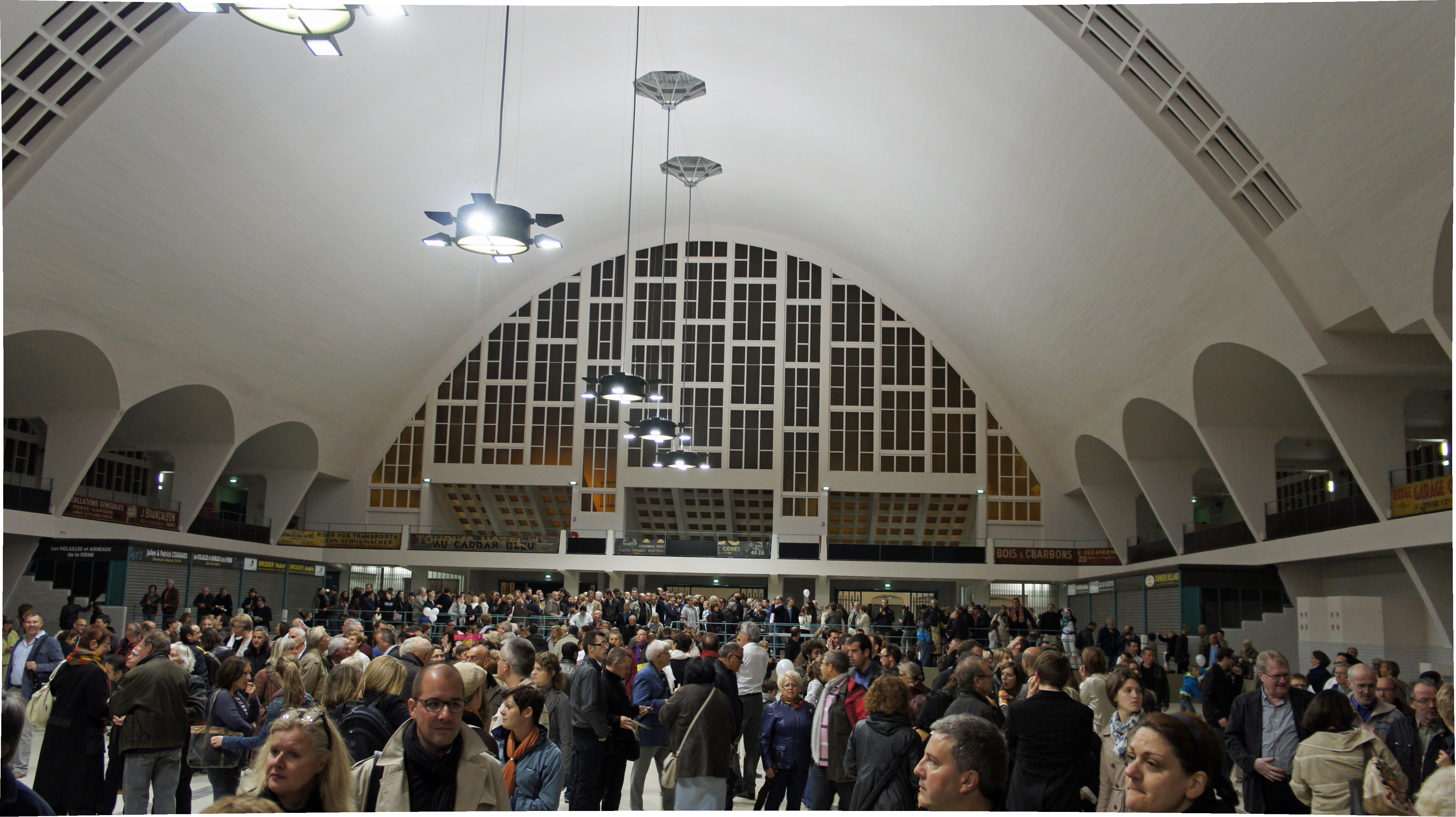
Rendues à la foule, inauguration.

### Fouilles
Dans le cadre d'un réaménagement à vocation culturelle envisagé, à plus long terme du quartier, des fouilles préventives furent réalisées et mirent au jour la porte médiévale de Mars.

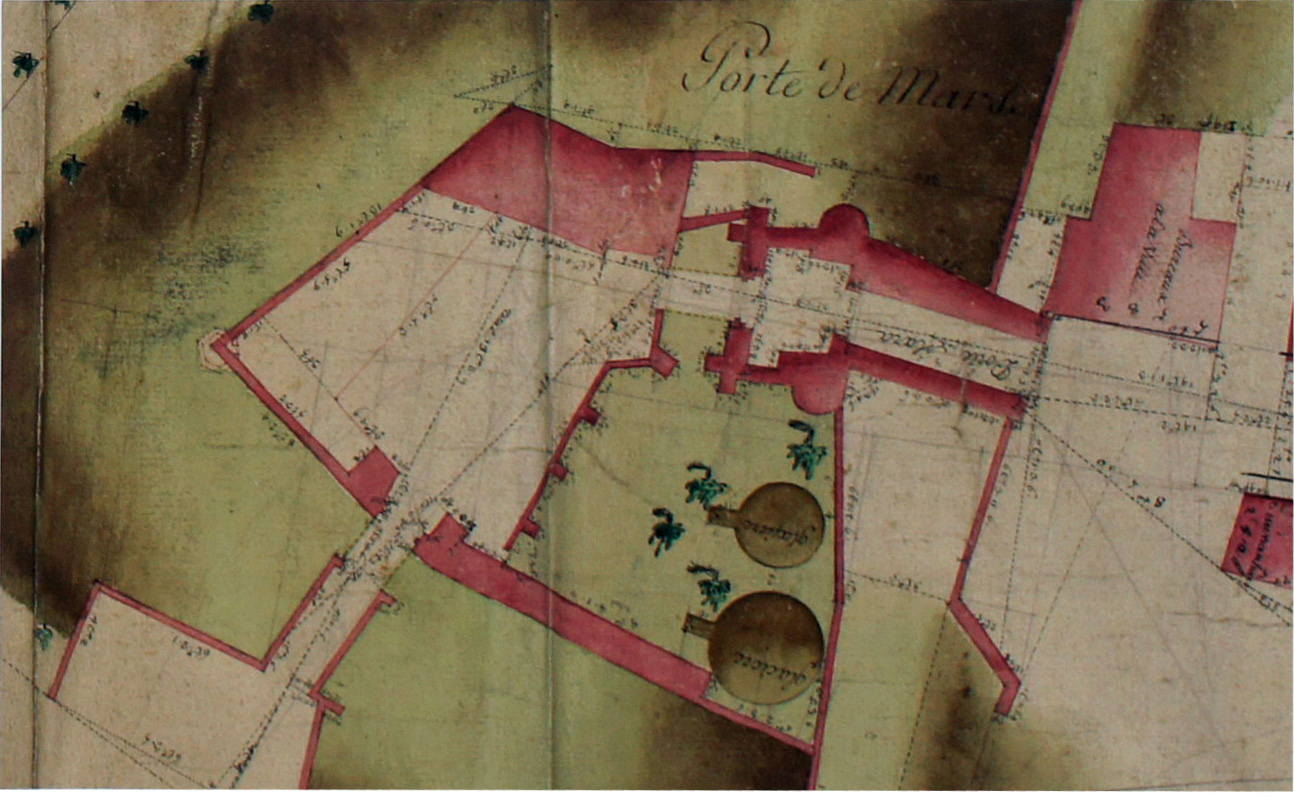
Porte médiévale de Mars plan de 1718.
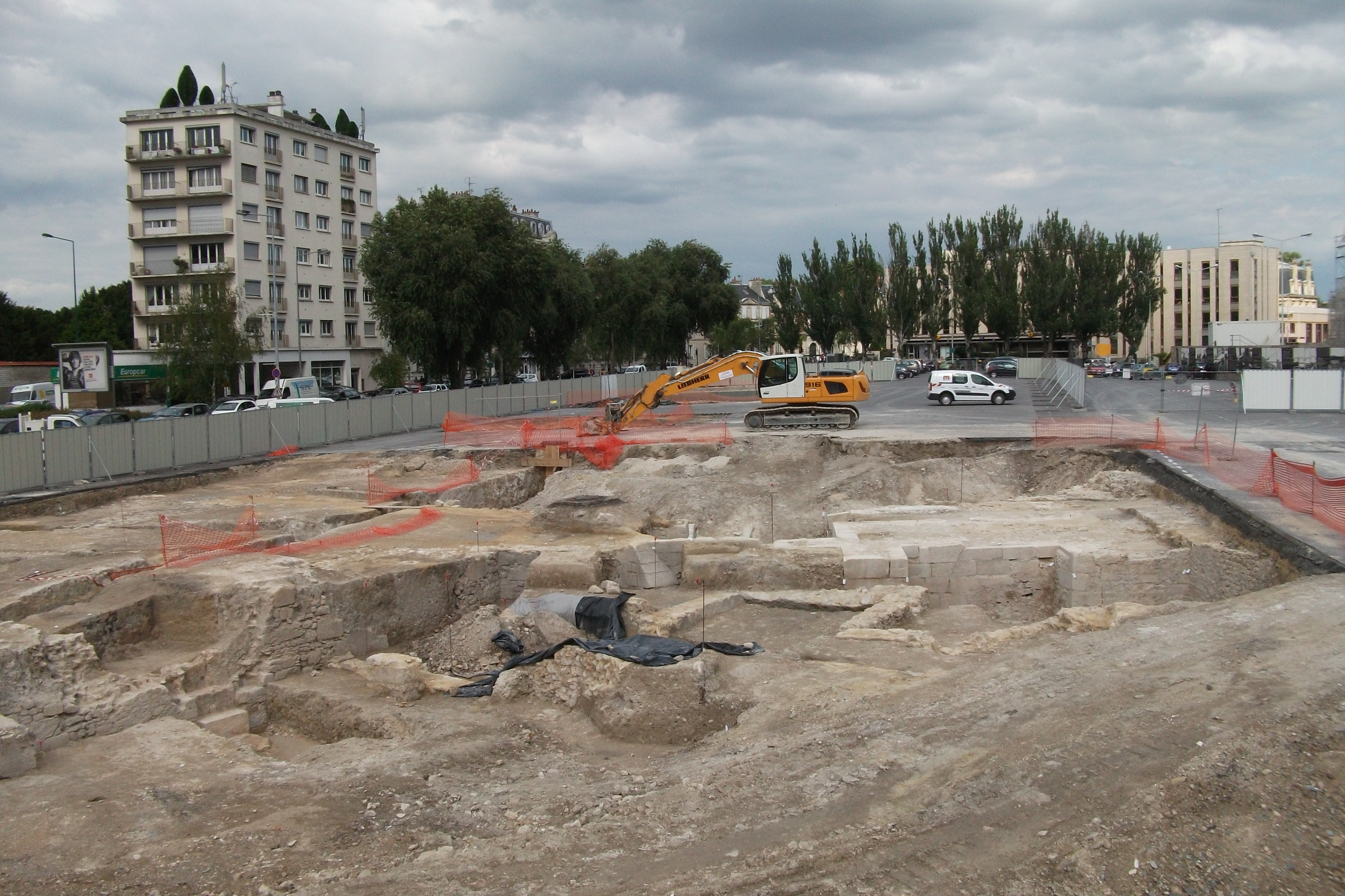
Fouilles préventives.
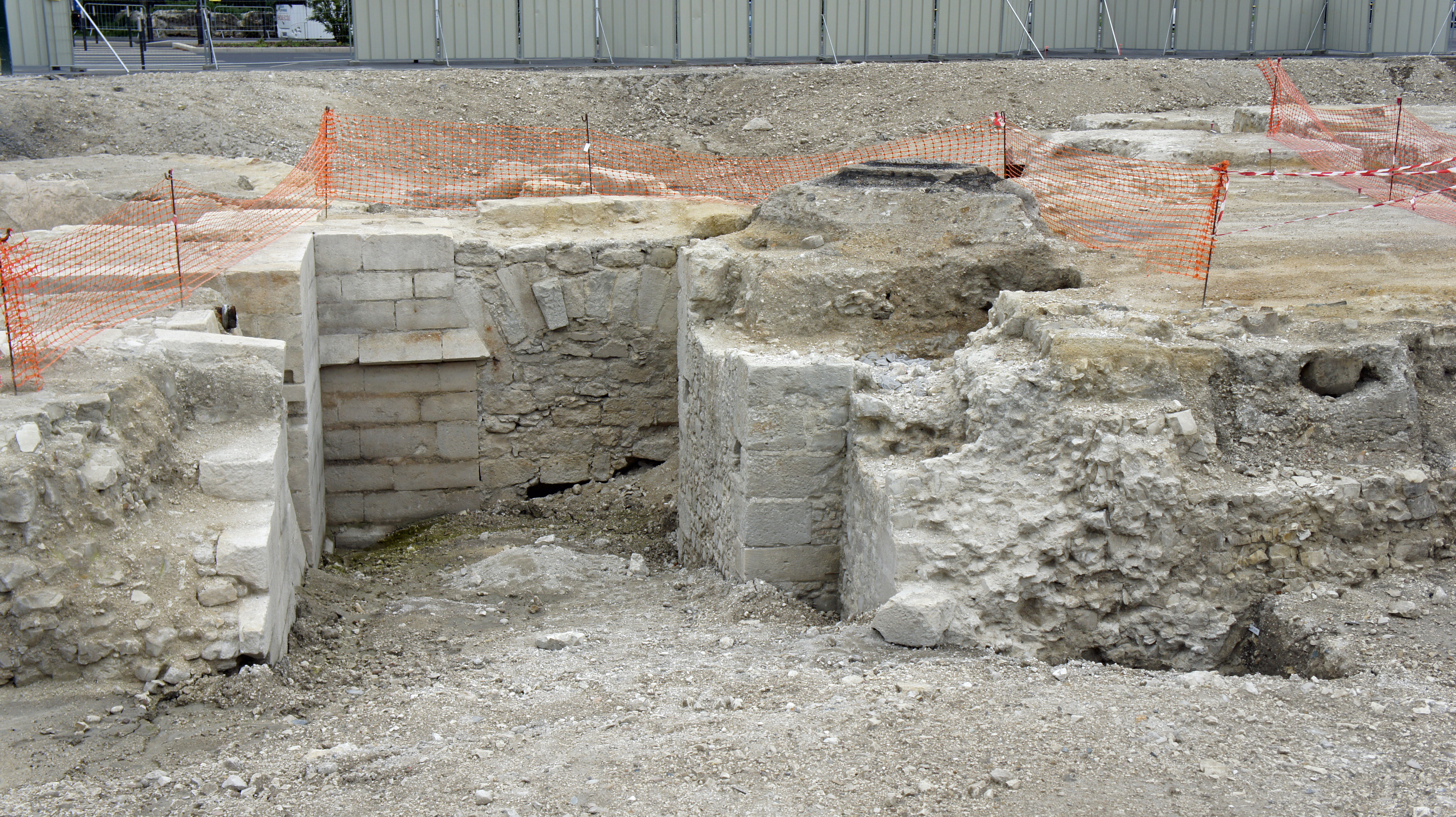
Sur les douves, le pont levis.

### Vues des halles avant rénovation

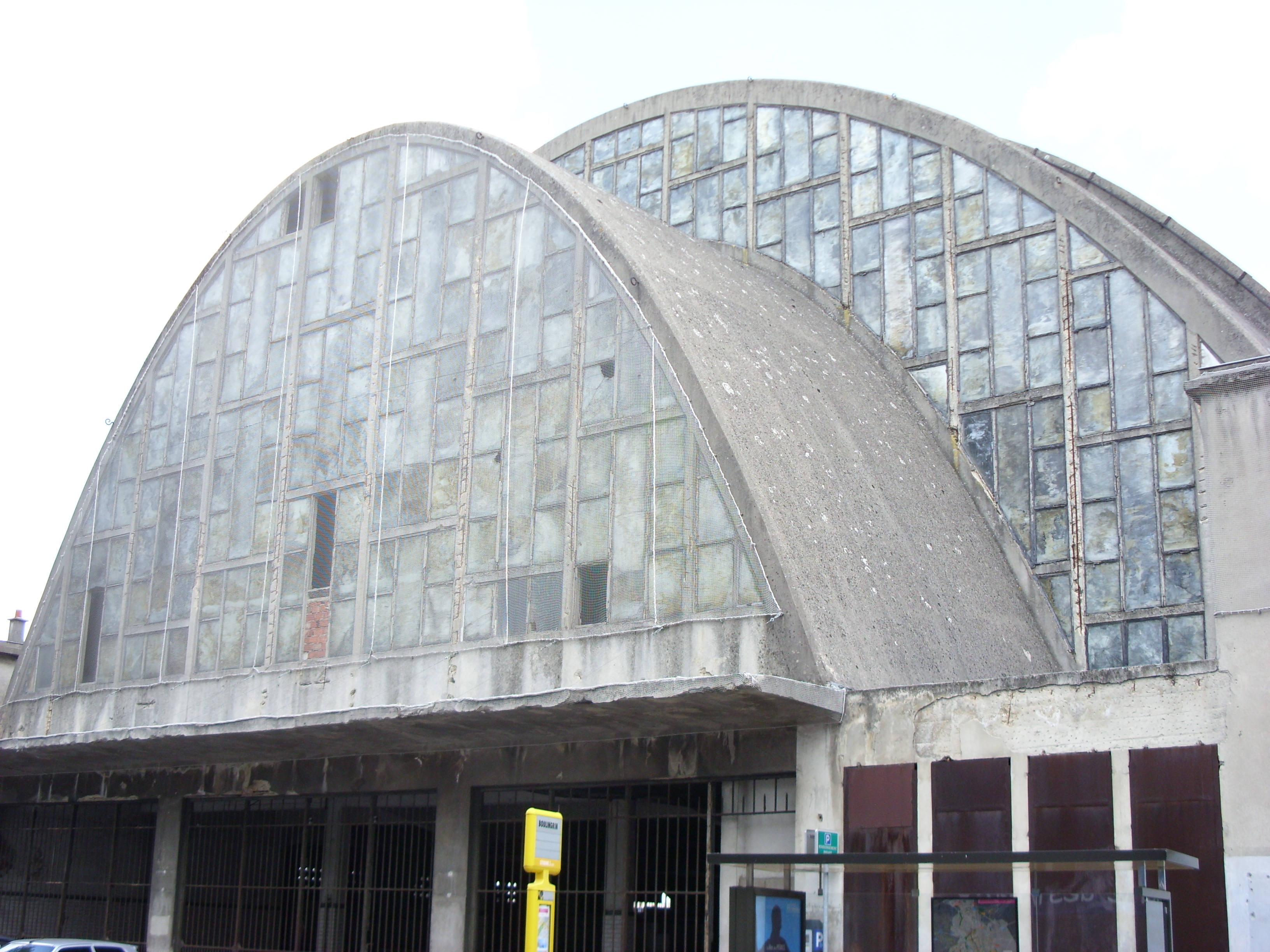
Le portail des halles, rue de Mars.
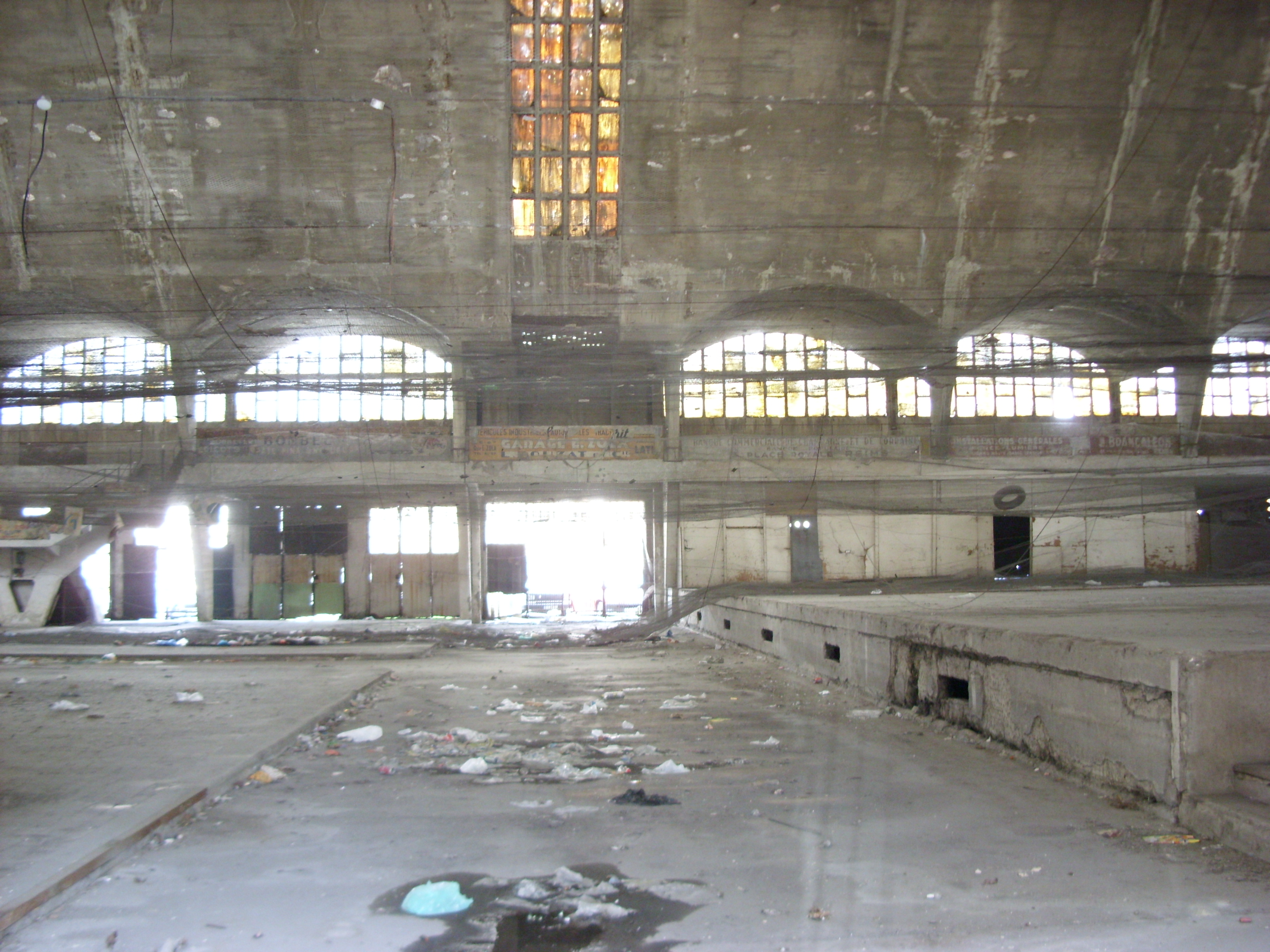
Vue intérieure transversale.
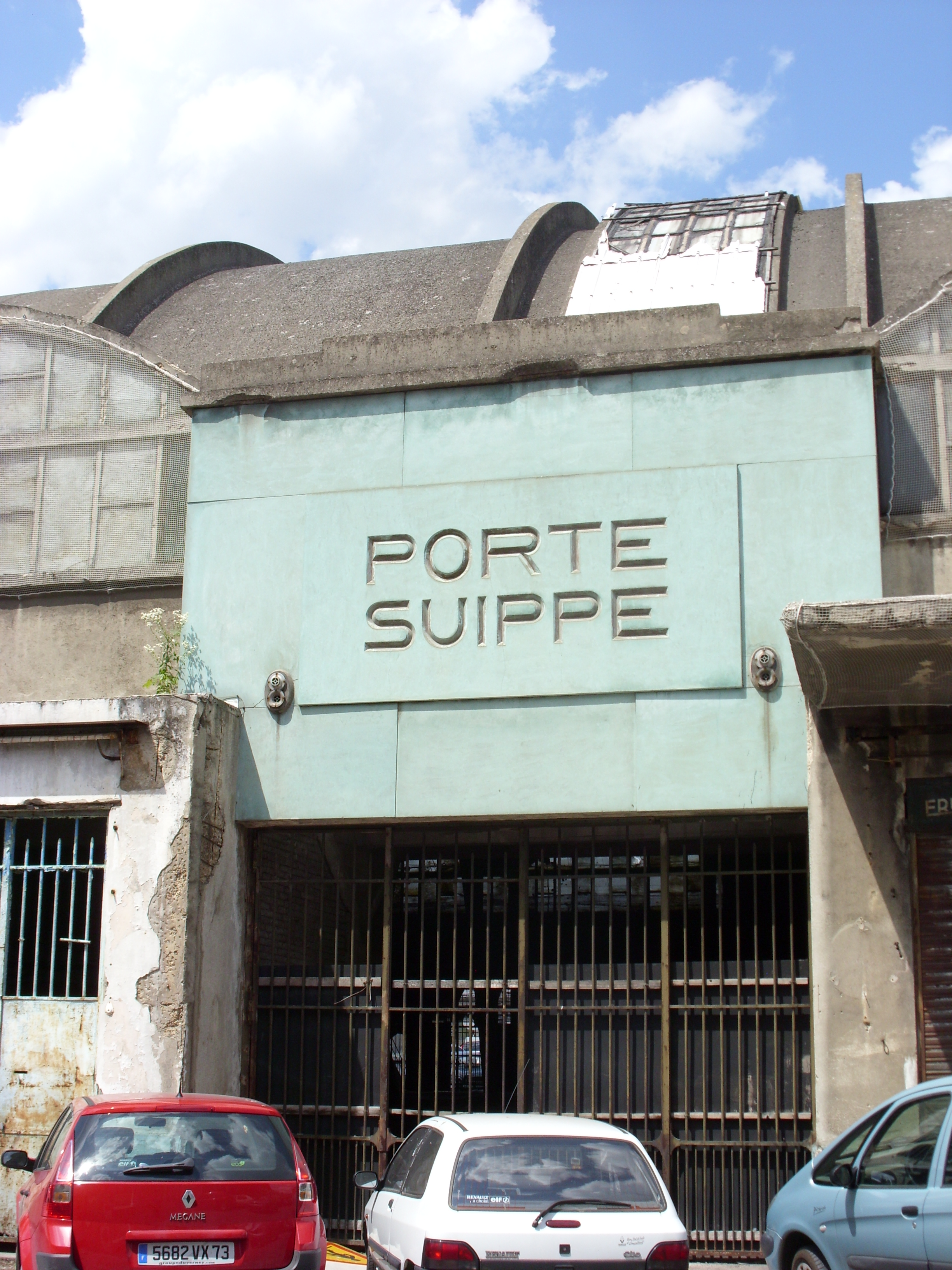
Porte de la rivière Suippe, traitement en Lap vert.
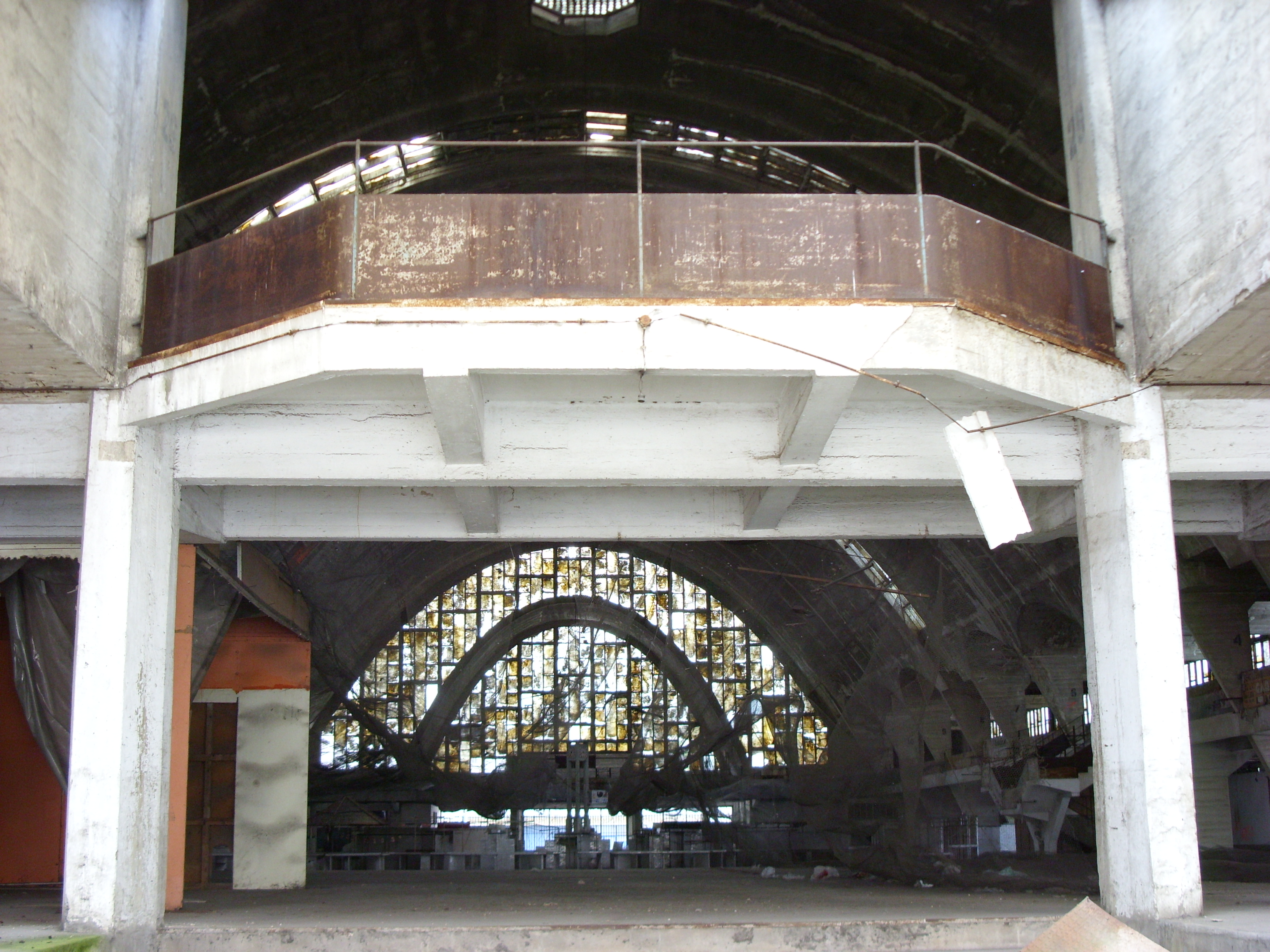
Vue intérieure longitudinale.

## Réutilisation
Actuellement les halles ont retrouvé leur usage de marché les mercredis, vendredis et samedis, elles sont aussi des lieux d'activités culturelles : expositions, concerts...

### En architecture
L'architecture des halles a inspiré celle du marché couvert de Villefranche-sur-Saône.

## Sources
- Halles du Boulingrin sur Structurae.
- Fiche sur le site du Patrimoine du XXe siècle du Ministère de la Culture
- Alain Moyat, « Halles Boulingrin : l’avant projet adopté », L'Union,‎ 26 juin 2007 (lire en ligne)
- Alain Moyat, « REIMS / Restauration en vue. Des spécialistes au chevet des halles Boulingrin », L'Union,‎ 14 août 2009 (lire en ligne)